# Potamilus inflatus
Potamilus inflatus är en musselart som först beskrevs av I. Lea 1831.  Potamilus inflatus ingår i släktet Potamilus och familjen målarmusslor. IUCN kategoriserar arten globalt som starkt hotad. Inga underarter finns listade i Catalogue of Life.